# Åstrup Kirke (Faaborg-Midtfyn Kommune)
 For alternative betydninger, se Åstrup Kirke. (Se også artikler, som begynder med Åstrup Kirke)
Åstrup Kirke ligger i landsbyen Åstrup ca. 8 km ØSØ for Faaborg (Region Syddanmark).

## Eksterne kilder og henvisninger
- Wikimedia Commons har flere filer relateret til Åstrup Kirke (Faaborg-Midtfyn Kommune)
- Åstrup Kirke Arkiveret 30. januar 2011 hos  Wayback Machine på nordenskirker.dk
- Åstrup Kirke på KortTilKirken.dk